# 二里濱站
二里濱站（日语：／ Nirigahama eki */?）是位於和歌山縣和歌山市西庄1017之3，南海電氣鐵道（南海）的加太線車站。車站編號為NK44-5。

## 歷史
- 1912年（明治45年）6月16日 - 加太輕便鐵道開業，同日車站啟用。
- 1930年（昭和5年）12月22日 - 公司改名為加太電氣鐵道。
- 1942年（昭和17年）2月1日 - 公司合併，成為南海鐵道車站。
- 1944年（昭和19年）6月1日 - 公司合併，成為近畿日本鐵道車站。
- 1947年（昭和22年）6月1日 - 路線轉讓至南海電氣鐵道。

## 車站構造
車站是一座地面車站，設有2面2線的相對式月台。車站大樓位於和歌山方向月台側。兩月台之間設有站內平交道連接。廁所位於和歌山方向月台靠近加太站一方，為男女共用濕廁。

### 月台
| 月台 | 路線   | 上下行 | 方向         |
| ---- | ------ | ------ | ------------ |
| 1    | 加太線 | 下行   | 加太方向     |
| 2    | 加太線 | 上行   | 和歌山市方向 |

## 使用狀況
在2019年（令和元年）度調査結果中，1日平均上下車人次為396人。在南海所有車站（100座車站）中排名86位，在加太線車站（和歌山市站除外，8座車站）排名第7位。
以下為各年度1日平均上下車人次變化。
| 年度   | 1日平均 上下車人次 | 排名 |
| ------ | ------------------ | ---- |
| 1980年 | 1,314              |      |
| 1985年 | 990                |      |
| 1990年 | 875                |      |
| 1995年 | 776                |      |
| 2000年 | 595                |      |
| 2001年 | 562                |      |
| 2002年 | 561                |      |
| 2003年 | 539                |      |
| 2004年 | 530                |      |
| 2005年 | 522                |      |
| 2006年 | 477                |      |
| 2007年 | 469                |      |
| 2008年 | 462                |      |
| 2009年 | 440                |      |
| 2010年 | 428                |      |
| 2011年 | 429                |      |
| 2012年 | 440                |      |
| 2013年 | 414                |      |
| 2014年 | 394                |      |
| 2015年 | 436                |      |
| 2016年 | 434                |      |
| 2017年 | 411                | 86位 |
| 2018年 | 389                | 86位 |
| 2019年 | 396                | 86位 |

## 車站周邊
車站鄰近海邊。曾經在紀之川河口至磯之浦站附近有一條長達約8公里（=2里）的海濱，因而名為二里濱，也是此站名的由來。
- 和歌山市立西脇小學（日语：和歌山市立西脇小学校） - 車站大樓前。
- 和歌山西庄中郵局 - 車站東方。
- 河西公園 - 車站南方。

## 相鄰車站
南海電氣鐵道
 加太線
西之庄（NK44-4）－二里濱（NK44-5）－磯之浦（NK44-6）

## 注腳
1. ↑  ハンドブック南海2020 鉄道事業PDF（日語）
2. ↑  令和元年度和歌山県公共交通機関等資料集PDF（日語）
3. ↑  二里ヶ浜駅 （页面存档备份，存于）（日語） - 南海電氣鐵道，2015年6月16日參閲。

## 外部連結
- 二里濱 - 南海電氣鐵道（日語）